# Aliou Badji
Pour les articles homonymes, voir Badji.
Aliou Badji, né le 10 octobre 1997, est un footballeur sénégalais. Il évolue au poste d'attaquant.

## Biographie

### En club
Le 6 février 2019, il s'engage jusqu'en juin 2022 avec le Rapid Vienne, le montant du transfert s’élevant à 1,9 million d'euros,. Sur la phase du retour du championnat, il participe à 13 rencontres (dont 7 titularisations). Il se montre particulièrement décisif lors de la deuxième phase du championnat, inscrivant 5 buts et délivrant 2 passes décisives, son équipe termine alors en tête du groupe relégation et dispute les barrages pour une qualification européenne. Néanmoins, elle ne parvient pas à disposer du Sturm Graz et ne se qualifie pas pour le deuxième tour de qualification de la Ligue Europa 2019-2020.
La saison suivante, il ne parvient pas à s'imposer comme un titulaire indiscutable. En championnat, il apparaît à 16 reprises lors des 18 journées de championnat précédant son départ, débutant 9 rencontres pour 3 buts et 1 passe décisive. En janvier 2020, il quitte l'Autriche pour l’Égypte, s'engageant en faveur d'Al Ahly. Un transfert atteignant voir dépassant le million d'euros est évoqué. Badji verrait également son salaire doublé.
Avec le club du Caire, il participe à la Ligue des champions de la CAF. Si le club s'impose lors de cette édition 2019-2020, il ne participe ni aux demi-finales, ni à la finale, restant sur le banc. Son équipe remporte le championnat d’Égypte où il prend part à 18 rencontres (10 titularisations) pour 4 buts et 6 passes décisives.
Il change une nouvelle fois de club en janvier, rejoignant en prêt avec option d'achat le MKE Ankaragücü. Son départ d'Al Ahly fait suite à celui de René Weiler, l'entraîneur à l'origine de sa venue. En Turquie, il lutte pour le maintien. Au terme de la saison, l'équipe termine 19e et est reléguée. Gêné par des blessures, Bladji ne participe qu'à 13 rencontres de SüperLig, dont 10 titularisations, pour 3 buts inscrits.
Pour la saison 2021-2022, il est prêté à l'Amiens SC contre 450 000 euros avec une option d'achat fixée à 1,8 million d'euros. N'ayant pas obtenu son certificat international de transfert, il ne débute sous ses nouvelles couleurs que le 28 août 2021 face au Chamois niortais (6e journée, 0-0). Il connaît une période faste entre début décembre et fin février, trouvant à 10 reprises le chemin des filets et délivrant 2 passes décisives en 10 rencontres de championnat.
Le 31 août 2022, il est prêté aux Girondins de Bordeaux qui évoluent en Ligue 2 contre une somme de 1 million d'euros. Le prêt inclut une option d'achat obligatoire de 4,5 millions d'euros à lever en fin de saison. Il connaît une période prolifique entre la 22e et la 26e journée de championnat où il inscrit 4 buts en 5 rencontres dont son premier sous les couleurs bordelaises face à Pau (victoire 0-2). Il conclut sa première saison en Gironde avec 29 apparitions en Ligue 2 dont 14 titularisations pour 4 buts inscrits et 3 passes décisives délivrées.
À l’issue de la saison 2022-2023, son option d’achat est levée et il signe définitivement aux Girondins de Bordeaux pour 3 saisons supplémentaires. Toujours muet après sept rencontres de championnat, le président du FCGB, Gérard Lopez, monte au créneau pour défendre son attaquant, arguant qu'il vit une situation familiale compliquée, qu'il n'est pas à cent pour cent de ses capacités et qu'il reste un joueur capable de mettre 10, 12 ou 15 buts en Ligue 2. En octobre, Albert Riera est nommé entraîneur à la place de David Guion. L'entraîneur espagnol ne compte pas sur lui et ne le convoque plus pour les rencontres de championnat.
N'ayant disputé que 21 minutes de jeu entre novembre 2023 et janvier 2024 en Ligue 2, il est prêté jusqu'au terme de la saison au Gaziantep FK le 31 janvier 2024, le club turc prenant en charge l'intégralité de son salaire. Il trouve le chemin des filets le 12 mai lors d'une large victoire de son équipe sur la pelouse de l'Adana Demirspor (36e journée, victoire 1-6), le premier et le seul but de sa saison 2023-2024.
Laissé libre par les Girondins de Bordeaux qui sont en procédure de redressement judiciaire, Aliou Badji s'engage pour une saison avec le Red Star, promu en Ligue 2, le 12 août 2024. Il conclut la saison avec 30 apparitions, titularisé à 19 reprises, avec 7 buts et 3 passes décisives à son actif.

### En équipe nationale
Avec les moins de 20 ans, il participe à la Coupe d'Afrique des nations junior en 2017. Lors de cette compétition, il joue cinq matchs, inscrivant un but contre la Guinée. Le Sénégal atteint la finale du tournoi, battue par la Zambie.
Il dispute ensuite la Coupe du monde des moins de 20 ans organisée en Corée du Sud. Il joue quatre matchs lors de ce mondial. Le Sénégal atteint les huitièmes de finale de la compétition, défait par le Mexique 1 but à 0.

## Palmarès
- Finaliste de la Coupe d'Afrique des nations junior en 2017 avec le Sénégal
- Vainqueur de la Coupe de Suède en 2018 avec le Djurgårdens IF
- Finaliste de la Coupe d'Autriche en 2019 avec le Rapid de Vienne
- Vainqueur du Championnat d'Égypte de football 2019-2020 avec Al Ahly Sporting Club
- Vainqueur de la Ligue des champions de la CAF en 2020 avec Al Ahly Sporting Club